# Серпоквітка
Серпоквітка (Harpanthus) — рід печіночників родини Geocalycaceae або Harpanthaceae.
Рід був вперше описаний Крістіаном Готфрідом Даніелем Нісом фон Езенбеком у 1836 році.

## Види
- Harpanthus drummondii (Taylor) Grolle[1]
- Harpanthus flotovianus (Nees) Nees[1]
- Harpanthus scutatus (F. Weber & D. Mohr) Spruce[1]